# سباق المشاهدين
سباق المشاهدين، برنامج تلفزيوني سعودي خاص بالمسابقات، عُرض للمرة الأولى في شهر رمضان 1418 هـ المصادف 30 ديسمبر 1997 على قناة السعودية والقناة الرياضية السعودية. البرنامج من فكرة وإعداد وتقديم الإعلامي حامد الغامدي، ومن إخراج عبد الرحمن العنيق. في شهر رمضان 1441 الموافق أبريل / مايو 2020 تمت إعادة عرض الموسم الأول على قناة ذكريات التي تقوم بعرض أرشيف التلفزيون السعودي.

## نبذة
بدأ البرنامج في الفترة من عام 1997 وحتى بداية عقد 2000، ثم انقطع البرنامج في الموسم الثامن فترة إلى أن عاد مرة أخرى في الموسم التاسع عام 2009، وقد عُرض آخر أجزائه سنة 2014. بلغ عدد أجزاء البرنامج 12 جزء.
البرنامج عبارة عن أسئلة في مجالات مختلفة أبرزها (الثقافية - العلمية - الدينية - الاقتصاد - الرياضية - الحكم والأمثال - التاريخ وغيرها)، ويستضيف البرنامج في كل حلقة ضيفان من نخبة من الفنانين والإعلاميين والرياضيين وغيرهم من المشاهير العرب.